# KFC Eksel
KFC Eksel is een Belgische voetbalclub uit de Noord-Limburgse Eksel. De club zag het levenslicht in 1938 en speelt sinds jaar en dag in de clubkleuren groen en rood. KFC Eksel werkt zijn thuiswedstrijden af in het Sparrenstadion. De club speelde één seizoen in de nationale voetbalreeksen (seizoen 2023-2024) en komt dit seizoen uit in de eerste provinciale.  

## Geschiedenis
Eksel kende in zijn 80-jarig bestaan logischerwijs al enkele pieken en dallen. Groen-rood kwam gedurende zijn volledige bestaan uit in de Limburgse provinciale en was reeds actief in eerste, tweede, derde en vierde provinciale.
Eksel FC werd opgericht in 1938 en boekte vrijwel onmiddellijk zijn eerste successen: al in het eerste competitiejaar wordt Eksel kampioen in de 3e gewestelijke. Eksel blijft daarna lang actief in de 3e provinciale. In 1954 pakt Eksel een volgende titel waardoor het een seizoen later voor het eerst in zijn bestaan in tweede provinciale mag spelen. De promotie kondigt een periode van stabiliteit aan en Eksel blijft 13 jaren lang onafgebroken actief op het tweede provinciale niveau.
Successeizoen 1967-1968 vormt het einde van deze periode in tweede provinciale. Voor het oog van zo'n 750 toeschouwers behaalt Eksel in Gerhees de titel en mag het zich zo opmaken voor eerste provinciale. Het verblijf van Eksel in de hoogste provinciale afdeling is echter van korte duur en het gaat van kwaad naar erger voor Eksel FC dat in minder dan 10 jaar afzakt naar de 4e provinciale.
Nadat een eerste poging tot ereherstel mislukt (Eksel promoveert terug naar 3e provinciale, maar zakt een jaar later al weer terug naar 4e), schiet Eksel nadien naar boven: In 1978-1979 komt het nog uit in de 4e provinciale maar na diverse kampioenschappen promoveren ze in het seizoen 1982-1983 naar de 1e provinciale na een razend spannend seizoen waarin testmatchen uiteindelijk moeten beslissen over de titel. Eksel en Boorsem nemen het voor het oog van meer dan 3000 toeschouwers tegen elkaar op in Meeuwen, maar de brilscore staat ook na 90 minuten nog op het bord waardoor er enkele dagen nadien een nieuwe confrontatie tussen beide teams plaatsvindt. Ook hierin kwam de reguliere speeltijd niet toe voor een van beide teams om zich van de andere te onderscheiden, waardoor verlengingen volgden. KFC Eksel scoorde hierin nog twee keer en mocht zo voor de tweede keer in zijn bestaan naar de hoogste provinciale afdeling.
Na de gloriejaren zal Eksel 1e provinciale niet meer bereiken. Sinds de jaren '80 wisselt het periodes in de 2e en de 3e provinciale af, met als hoogtepunt de kampioenschappen in de derde in 1995 en 2008. Eksel bleef nadien 7 jaar actief in tweede provinciaal, maar nadat het door een interne machtswissel en verandering in visie een heleboel spelers zag vertrekken, zakte het in 2015 terug naar derde provinciale. In derde provinciale kwam groen-rood, dat nu met uitsluitend spelers uit de eigen gemeente op het veld kwam, de buren uit Hechtel terug tegen waardoor er voor het eerst sinds lang terug een stadsderby op het menu stond. Eksel speelde twee seizoenen lang mee om de titel en promoveerde uiteindelijk in 2017 terug naar tweede provinciale. Ook daar bleef groen-rood bovenin meedoen: in seizoen 2017-2018 werd het derde, een seizoen later werd het zelfs vice-kampioen, de beste seizoensprestatie sinds 1983. De 4e plaats (2016 en 2017), 3e plaats (2018) en 2e plaats (2019) deden de hoop naar een titel opleven, en dat was niet onterecht. De stijgende lijn werd in seizoen 2019-2020 verder gezet en Eksel mocht zich op 27 maart tot kampioen kronen, al gebeurde dat niet op het veld. Door de corona-crisis werd de competitie na 25 competitie stilgelegd en werd later beslist dat de huidige stand ook de eindstand zou worden.  
Eksel kwam in seizoen 2020-2021 voor het eerst sinds 1985 terug uit in de hoogste provinciale afdeling. Seizoen 2020-2021 werd gestart met 2 overwinningen in de eerste 5 partijen, tot corona opnieuw roet in het eten gooide. Na maanden onzekerheid werd beslist het seizoen nietig te verklaren. Na het geschrapte seizoen was groen-rood ook in seizoen 2021-2022 van de partij in de hoogste provinciale afdeling. Dat seizoen begon met bekervoetbal: KFC had zich immers voor het eerst in 18 jaar gekwalificeerd voor de Beker van België en trakteerde zichzelf met 2 overwinningen op een galamatch op Daknam tegen oud-eersteklasser Lokeren (nu gefusioneerd tot Lokeren-Temse). In de competitie had het steevast een plaats in de subtop, maar zakte tegen het einde van het seizoen nog weg naar een zevende plaats. Het kwalificeerde zich daarmee (dankzij enkele hoger gerangschikte ploegen die geen licentie aanvroegen) voor de eindronde. Eksel speelde zo voor het eerst in zijn geschiedenis voor een plaats in de nationale voetbalreeksen. Reeksgenoot Zonhoven United bleek echter een maatje te groot (4-0). Een jaar later was het wel prijs voor groen-rood in diezelfde interprovinciale eindronde. Het kwalificeerde zich na een moeizame terugronde op de slotspeeldag als vijfde in de klassering voor deze nacompetitie na een last-minute-goal op het veld van kampioen Zepperen-Brustem. In de eindronde schakelde Eksel achtereenvolgens Lauwe (West-Vlaanderen), Berlaar-Heikant (Antwerpen) en Tisselt (Antwerpen) uit voordat het in de finale reeksgenoot Torpedo Hasselt klopte voor zo'n 900 toeschouwers. Opvallend: Eksel mocht al deze duels in eigen huis afwerken. De derde afdeling bleek echter een niveau te hoog voor groen-rood: Eksel kon geen enkel duel winnen en sloot de jaargang af met een schamele 3 punten. Het verblijf in de derde nationale afdeling bleef zo beperkt tot één seizoen.   

## Palmares
Interprovinciale eindronde: 1x eindwinnaar (2023)
Tweede provinciale: 2x kampioen (1983, 2020)
Derde provinciale: 3x kampioen (1955, 1995, 2008)
Vierde provinciale: 1x kampioen (1968)

## Resultaten
| 3 |

| 3 |

| 3 |

| 3 |

| 3 |

| 3 |

| 3 |

| 2 |

| 2 |

| 2 |

| 2 |

| 2 |

| 2 |

| 2 |

| 2 |

| 2 |

| 2 |

| 2 |

| 2 |

| 2 |

| 1 |

| 2 |

| 2 |

| 2 |

| 2 |

| 3 |

| 2 |

| 3 |

| 4 |

| 3 |

| 3 |

| 2 |

| 2 |

| 2 |

| 2 |

| 1 |

| 1 |

| 2 |

| 2 |

| 2 |

| 2 |

| 2 |

| 2 |

| 2 |

| 2 |

| 3 |

| 3 |

| 2 |

| 2 |

| 2 |

| 2 |

| 2 |

| 3 |

| 3 |

| 3 |

| 3 |

| 3 |

| 3 |

| 3 |

| 3 |

| 2 |

| 2 |

| 2 |

| 2 |

| 2 |

| 2 |

| 2 |

| 3 |

| 3 |

| 2 |

| 2 |

| 2 |

| 1 |

| 1 |

| 1 |

| 3 |

| 1 |

| 1 |

### Seizoensoverzicht
| Seizoen | Afdeling              | POS | PTN | Trainer                                    | Voorzitter        |
| ------- | --------------------- | --- | --- | ------------------------------------------ | ----------------- |
| 1938-39 | 3e Provinciale B      | 1   | 18  |                                            |                   |
| 1941-42 | 2e Gewestelijke G     | 9   | 22  |                                            |                   |
| 1942-43 | 2e Gewestelijke A     | 5   | 26  |                                            |                   |
| 1943-44 | 2e Gewestelijke B     | 6   | 21  |                                            |                   |
| 1945-46 | 2e Gewestelijke A     | 2   | 47  |                                            |                   |
| 1946-47 | 2e Gewestelijke A     | 11  | 21  |                                            |                   |
| 1947-48 | 2e Gewestelijke A     | 15  | 10  |                                            |                   |
| 1948-49 | 3e Provinciale A      | 9   | 14  |                                            |                   |
| 1949-50 | 3e Provinciale A      | 13  | 18  |                                            |                   |
| 1950-51 | 3e Provinciale D      | 4   | 26  |                                            |                   |
| 1951-52 | 3e Provinciale A      | 4   | 35  |                                            |                   |
| 1952-53 | 3e Provinciale A      | 4   | 22  |                                            |                   |
| 1953-54 | 3e Provinciale A      | 6   | 24  |                                            |                   |
| 1954-55 | 3e Provinciale A      | 1   | 39  |                                            |                   |
| 1955-56 | 2e Provinciale B      | 9   | 29  |                                            | Michel Truyens    |
| 1956-57 | 2e Provinciale A      | 9   | 29  |                                            | Louis Boonen      |
| 1957-58 | 2e Provinciale A      | 9   | 27  |                                            | Louis Boonen      |
| 1958-59 | 2e Provinciale A      | 4   | 35  |                                            | Henri Snoeckx     |
| 1959-60 | 2e Provinciale A      | 5   | 31  |                                            | Henri Snoeckx     |
| 1960-61 | 2e Provinciale B      | 15  | 26  | Jos Tulmans                                | Henri Snoeckx     |
| 1961-62 | 2e Provinciale A      | 4   | 36  | Jos Tulmans                                | Henri Snoeckx     |
| 1962-63 | 2e Provinciale C      | 14  | 22  | Jos Tulmans                                | Henri Snoeckx     |
| 1963-64 | 2e Provinciale C      | 11  | 26  |                                            | Henri Snoeckx     |
| 1964-65 | 2e Provinciale C      | 6   | 31  | Frans Smolders                             | Henri Snoeckx     |
| 1965-66 | 2e Provinciale A      | 6   | 30  |                                            | Henri Snoeckx     |
| 1966-67 | 2e Provinciale A      | 6   | 33  |                                            | Henri Snoeckx     |
| 1967-68 | 2e Provinciale A      | 1   | 45  | Gerrit Schuurmans                          | Henri Snoeckx     |
| 1968-69 | 1e Provinciale        | 11  | 27  | Gerrit Schuurmans                          | Henri Snoeckx     |
| 1969-70 | 2e Provinciale A      | 4   | 34  | Frans Drieskens                            | Henri Snoeckx     |
| 1970-71 | 2e Provinciale A      | 11  | 24  | Armand Mangelschots                        | Henri Snoeckx     |
| 1971-72 | 2e Provinciale A      | 13  | 23  | Léon Vanbokrijck                           | Henri Snoeckx     |
| 1972-73 | 2e Provinciale A      | 16  | 10  |                                            | Henri Snoeckx     |
| 1973-74 | 3e Provinciale B      | 2   | 41  | Wim Brouns                                 | Henri Snoeckx     |
| 1974-75 | 2e Provinciale B      | 15  | 13  | Wim Brouns                                 | Henri Snoeckx     |
| 1975-76 | 3e Provinciale A      | 16  | 16  | André Van Dormael                          | Henri Snoeckx     |
| 1976-77 | 4e Provinciale B      | 1   | 39  | André Van Dormael                          | Henri Snoeckx     |
| 1977-78 | 3e Provinciale B      | 14  | 24  | André Van Dormael                          | Thieu Vanbaelen   |
| 1978-79 | 3e Provinciale D      | 2   | 42  | Emiel d'Hooge                              | Thieu Vanbaelen   |
| 1979-80 | 2e Provinciale A      | 3   | 40  | Emiel d'Hooge                              | Thieu Vanbaelen   |
| 1980-81 | 2e Provinciale B      | 3   | 37  | Emiel d'Hooge                              | Leo Custers       |
| 1981-82 | 2e Provinciale B      | 2   | 43  | Hugo Schraepen                             | Jef Heylen        |
| 1982-83 | 2e Provinciale B      | 1   | 42  | Hugo Schraepen                             | Leo Custers       |
| 1983-84 | 1e Provinciale        | 5   | 33  | Jos Weyts                                  | Jef Heylen        |
| 1984-85 | 1e Provinciale        | 14  | 24  | Jos Weyts                                  | Jef Heylen        |
| 1985-86 | 2e Provinciale A      | 3   | 37  | Richard Coninx                             | Guy Schrijvers    |
| 1986-87 | 2e Provinciale A      | 7   | 33  | Richard Coninx                             | Guy Schrijvers    |
| 1987-88 | 2e Provinciale A      | 5   | 37  | Rudi Abrahams                              | Guy Schrijvers    |
| 1988-89 | 2e Provinciale A      | 10  | 30  | Hugo Schraepen                             | Guy Schrijvers    |
| 1989-90 | 2e Provinciale A      | 13  | 26  | Armand Mangelschots                        | Guy Schrijvers    |
| 1990-91 | 2e Provinciale C      | 7   | 30  | Armand Mangelschots / Rudi Abrahams        | Guy Schrijvers    |
| 1991-92 | 2e Provinciale A      | 14  | 21  | Vital Stroy / Pierre Geys / Wim Leushuis   | Guy Schrijvers    |
| 1992-93 | 2e Provinciale B      | 16  | 19  | Pierre Plessers / Vital Stroy              | Guy Schrijvers    |
| 1993-94 | 3e Provinciale E      | 7   | 31  | Vital Stroy / Franco Canale                | Guy Schrijvers    |
| 1994-95 | 3e Provinciale A      | 1   | 48  | Franco Canale                              | Guy Schrijvers    |
| 1995-96 | 2e Provinciale A      | 6   | 47  | Franco Canale                              | Guy Schrijvers    |
| 1996-97 | 2e Provinciale A      | 6   | 46  | Franco Canale                              | Thieu Vanbaelen   |
| 1997-98 | 2e Provinciale B      | 13  | 28  | Roger Hendrickx / Carlucci / Franco Canale | Thieu Vanbaelen   |
| 1998-99 | 2e Provinciale B      | 10  | 41  | Fons Hendrickx                             | Thieu Vanbaelen   |
| 1999-00 | 2e Provinciale A      | 16  | 17  | Fons Hendrickx / Felicien Bellemans        | Thieu Vanbaelen   |
| 2000-01 | 3e Provinciale A      | 7   | 45  | Felicien Bellemans / Theo Vandereyt        | Thieu Vanbaelen   |
| 2001-02 | 3e Provinciale B      | 13  | 28  | Theo Vandereyt / Marc Schildermans         | Thieu Vanbaelen   |
| 2002-03 | 3e Provinciale A      | 10  | 37  | Marc Schildermans / Tony Geypen            | Thieu Vanbaelen   |
| 2003-04 | 3e Provinciale B      | 9   | 36  | Tony Geypen / Marc Vangronsveld            | Rob Claes         |
| 2004-05 | 3e Provinciale A      | 14  | 31  | Marc Vangronsveld / Jo Aengeveld           | Rob Claes         |
| 2005-06 | 3e Provinciale A      | 12  | 32  | Jo Aengeveld                               | Rob Claes         |
| 2006-07 | 3e Provinciale C      | 2   | 66  | Bart Kerkhofs                              | Rob Claes         |
| 2007-08 | 3e Provinciale A      | 1   | 63  | Bart Kerkhofs                              | Rob Claes         |
| 2008-09 | 2e Provinciale A      | 8   | 46  | Bart Kerkhofs / Didier Gumienny            | Rob Claes         |
| 2009-10 | 2e Provinciale A      | 3   | 54  | Didier Gumienny                            | Rob Claes         |
| 2010-11 | 2e Provinciale B      | 10  | 38  | Didier Gumienny / Jurgen Geys              | Dirk Gordijn      |
| 2011-12 | 2e Provinciale A      | 7   | 42  | Raymond Jaspers                            | Dirk Gordijn      |
| 2012-13 | 2e Provinciale A      | 10  | 37  | Raymond Jaspers / Steven Moons             | Dirk Gordijn      |
| 2013-14 | 2e Provinciale A      | 8   | 45  | Jurgen Corstjens                           | Dirk Gordijn      |
| 2014-15 | 2e Provinciale A      | 15  | 20  | Jurgen Corstjens                           | Dirk Gordijn      |
| 2015-16 | 3e Provinciale A      | 4   | 55  | Jurgen Corstjens                           | Dirk Gordijn      |
| 2016-17 | 3e Provinciale A      | 3   | 61  | Eddy Jannis / Daniel Scavone               | Dirk Gordijn      |
| 2017-18 | 2e Provinciale A      | 3   | 54  | Daniel Scavone                             | Jean-Paul Vandael |
| 2018-19 | 2e Provinciale A      | 2   | 56  | Daniel Scavone                             | Jean-Paul Vandael |
| 2019-20 | 2e Provinciale A      | 1   | 54  | Daniel Scavone                             | Jean-Paul Vandael |
| 2020-21 | 1e Provinciale        | *   | *   | Daniel Scavone                             | Jean-Paul Vandael |
| 2021-22 | 1e Provinciale        | 7   | 42  | Daniel Scavone                             | Jean-Paul Vandael |
| 2022-23 | 1e Provinciale        | 5   | 47  | Bjorn Janssen                              | Jean-Paul Vandael |
| 2023-24 | 3e Nationale afdeling | 16  | 3   | Bjorn Janssen                              | Jean-Paul Vandael |
| 2024-25 | 1e provinciale        | 11  | 27  | Bjorn Janssen / Daniel Scavone             | Jean-Paul Vandael |

### Bekeroverzicht
KFC Eksel kon zich doorheen zijn geschiedenis 8 keer plaatsen voor de Beker van België, die tegenwoordig officieel Croky Cup heet. In 1980 stootte het door tot de vierde ronde waar het tweedeklasser KSV Oudenaarde (met o.a. Luc Sanders, John Vercammen (later Club Brugge), Paul Put (later o.a. SK Lierse), en Patrick Notteboom (later AA Gent) in de kern) ontmoette. Oudenaarde trok aan het langste eind en hield Eksel zo van een topaffiche tegen Cercle Brugge.
De laatste vijf keer dat Eksel mocht deelnemen aan de nationale beker raakte het nooit verder dan de eerste ronde. In seizoen 2021-2022 plaatste Eksel zich na 18 jaar voor het eerst sinds lang terug voor de beker. Nadat het vierdeprovincialer Lummen en reeksgenoot Zepperen-Brustem uit her tornooi knikkerde, mocht het aantreden tegen tweevoudig bekerwinnaar Lokeren-Temse in het Daknamstadion. Na een 3-0-nederlaag eindigde het bekeravontuur hier voor KFC Eksel.  
| seizoen   | ronde | wedstrijd                       | wedstrijd | wedstrijd                  | uitslag   |
| --------- | ----- | ------------------------------- | --------- | -------------------------- | --------- |
| 1955-1956 | 1     | Eksel FC (2e prov.)             | -         | Heusden SK (2e prov.)      | 3-0       |
| 1955-1956 | 2     | Eksel FC (2e prov.)             | -         | Neeroeteren FC (1e prov.)  | 1-2       |
| 1980-1981 | 1     | Eksel FC (2e prov.)             | -         | Eendr. Rotem (4e klasse)   | stopgezet |
| 1980-1981 | 2     | Eksel FC (2e prov.)             | -         | Hoogstraten VV (4e klasse) | 3-2       |
| 1980-1981 | 3     | Eksel FC (2e prov.)             | -         | Spouwen R. (4e klasse)     | 1-0       |
| 1980-1981 | 4     | Eksel FC (2e prov.)             | -         | Oudenaarde SV (2e klasse)  | 1-2       |
| 1984-1985 | 1     | Eksel FC (1e prov)              | -         | Oreye Union (4e klasse)    | 0-0       |
| 1989-1990 | 1     | Hamoir RRC (onbekend)           | -         | KFC Eksel (2e prov.)       | 4-0       |
| 1997-1998 | 1     | KFC Eksel (2e prov.)            | -         | Bree SK (1e prov.)         | 1-3       |
| 1998-1999 | 1     | KFC Eksel (2e prov.)            | -         | Kab. Opglabbeek (1e prov.) | 2-5       |
| 2003-2004 | 1     | Aarschot KVO (4e klasse)        | -         | KFC Eksel (3e prov.)       | 4-1       |
| 2021-2022 | 1     | KFC Eksel (1e prov.)            | -         | Lummen VV (4e prov.)       | 3-0       |
| 2021-2022 | 2     | KVV Zepperen-Brustem (1e prov.) | -         | KFC Eksel (1e prov.)       | 1-2       |
| 2021-2022 | 3     | KSC Lokeren-Temse (2e afdeling) | -         | KFC Eksel (1e prov.)       | 3-0       |
| 2023-2024 | 2     | KHO Bierbeek (1e prov.)         | -         | KFC Eksel (3e af.)         | 2-1       |
| 2024-2025 | 1     | KFC Eksel (1e prov.)            | -         | Turkse Rangers (1e prov.)  | 2-5       |

## Damesploeg
Sinds seizoen 2017-2018 heeft Eksel ook een damesploeg. In haar eerste seizoen eindigde de ploeg op een 6e plaats in de 3e Limburgse provinciale. Door hervormingen binnen het vrouwenvoetbal kwam de ploeg in seizoen 2018-2019 in de 2e Limburgse provinciale uit. Het behaalde daar een derde plaats en kwalificeerde zich zo voor Play-Off 1, waarin het 5e werd. Wederom kon de ploeg echter promoveren door nieuwe hervormingen in het damesvoetbal. Promoveren o.w.v. niet-sportieve redenen bleek een vergiftigd geschenk: in seizoen 2019-2020 kon Eksel op het hoogste provinciale niveau in 14 wedstrijden geen punt pakken, met degradatie naar 2e provinciale als gevolg. In tweede provinciale kwam KFC terug in bekend vaarwater terecht en deed het terug mee om de knikkers. Na het afgebroken corona-seizoen werd het 3e en sleepte het met Anouschka Boons de trofee voor 'provinciaal voetbalster van het jaar' in de wacht. Eksel speelt haar thuiswedstrijden op zaterdagvoormiddag, 10u.
| Seizoen   | Afdeling       | Ranking | Trainer                      | extra              |
| --------- | -------------- | ------- | ---------------------------- | ------------------ |
| 2017-2018 | 3e provinciale | 6e (24) | Glen Saenen                  |                    |
| 2018-2019 | 2e provinciale | 3e (26) | Glen Saenen                  | Play-Off 1: 5e (9) |
| 2019-2020 | 1e provinciale | 14e (0) | Danny Hilven                 |                    |
| 2020-2021 | 2e provinciale | *       | Danny Hilven                 |                    |
| 2021-2022 | 2e provinciale | 3e (78) | Danny Hilven                 |                    |
| 2022-2023 | 2e provinciale | 3e (53) | Hans Heesbeen / Danny Hilven |                    |
| 2023-2024 | 1e provinciale | 5e (34) | Danny Hilven                 |                    |
| 2024-2025 | 1e provinciale | 6e (29) | Jan Hensen                   |                    |

## Jeugd en veteranen
KFC Eksel telt in totaal een twintigtal ploegen, waaronder het grotendeel bestaat uit jeugdploegen die allen uitkomen in de gewestelijke reeksen, maar ook onder andere een veteranenploeg voor de oudere voetballiefhebbers. Daarenboven beschikte KFC Eksel naast de reservenploeg drie seizoenen lang ook over een B-ploeg, die uitkwam in de 4e provinciale. De resultaten van Eksel B staan samengevat in onderstaande tabel. In seizoen 2020-2021 schreef Eksel, na 2 jaar afwezigheid, opnieuw een tweede elftal in voor 4e provinciale. Seizoen 2022-2023 was het beste in de korte geschiedenis van Eksel B: het werd vice-kampioen. Promotie in de eindronde kon het echter niet afdwingen: in de eerste ronde bleek Zutendaal te sterk (3-0).   
| Seizoen   | Afdeling       | Ranking  | Trainer                      |
| --------- | -------------- | -------- | ---------------------------- |
| 2015-2016 | 4e provinciale | 13e (24) | Fons Elia                    |
| 2016-2017 | 4e provinciale | 8e (35)  | Fons Elia                    |
| 2017-2018 | 4e provinciale | 13e (26) | Peter Oyen                   |
| 2020-2021 | 4e provinciale | *        | Bart Ooms                    |
| 2021-2022 | 4e provinciale | 6e (52)  | Jan Vermeulen                |
| 2022-2023 | 4e provinciale | 2e (65)  | Jan Vermeulen                |
| 2023-2024 | 4e provinciale | 9e (29)  | Jan Vermeulen / Marc Gijbels |
| 2024-2025 | 4e provinciale | 8e (33)  | Marc Gijbels                 |

## Stadion en ligging
Sinds 1969 vormt het Sparrenstadion de thuishaven van KFC Eksel. Vroeger werd het stadion ook wel "Sparrenhof' genoemd. De accommodatie  is gelegen in de Dennenstraat in Eksel naast andere sportfaciliteiten zoals de sporthal, turnhal, tennisterreinen, beach-sportterreinen en Finse piste. KFC Eksel telt 4 terreinen die allen verlicht kunnen worden. Het eerste elftal speelt zijn thuiswedstrijden doorgaans op zaterdagavond op het A-terrein, dat omgeven wordt door een lange tribune, de sporthal, de kantine, de gebouwen van de KSA en enkele bossen. Er zijn plannen een nieuwe accommodatie neer te poten naast de huidige velden. Deze zouden in gebruik genomen worden in 2026. Op 14 februari 2025 woedde er een zware brand in de kantine van KFC Eksel. Dit bracht de werkzaamheden aan de nieuwe accommodatie in een stroomversnelling. De kantine is sindsdien niet meer in gebruik.  

## De stadsderby
De gemeente Hechtel-Eksel telt twee voetbalploegen. Naast KFC Eksel is ook Hechtel FC actief in het Limburgse provinciale voetbal. Beide ploegen kruisen slechts sporadisch de degens. Sinds 2000 werd de derby nog 10x gespeeld. Eksel won daarvan 8 keer, Hechtel één keer. De laatste derby's werden in seizoen 2022-2023 gespeeld. Voor beide duels waren er 700 toeschouwers kijklustigen.  
Een overzicht van de meest recente derby's:

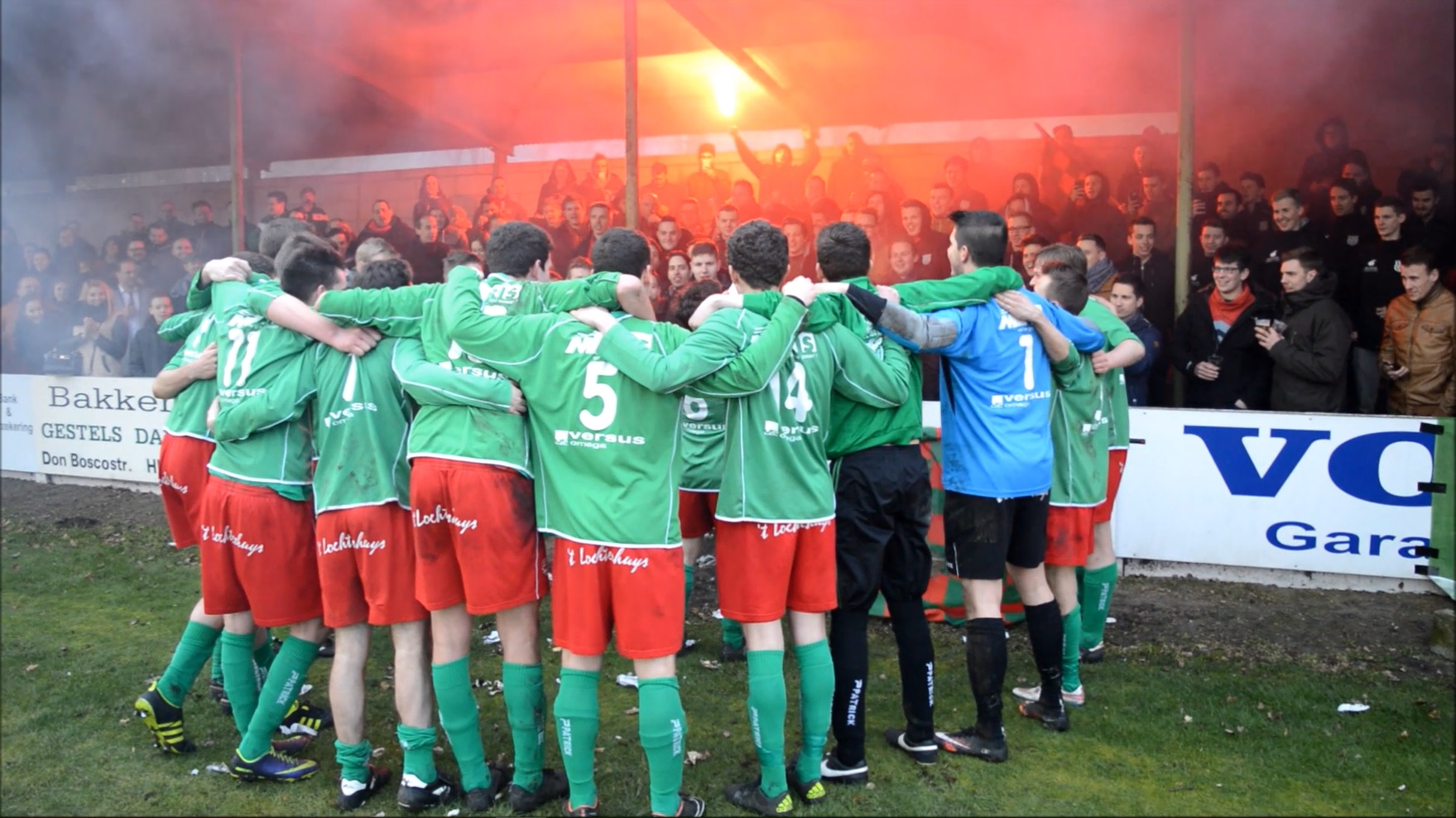
De Ekselspelers vieren de derbyzege in Hechtel met de fans.

- Zaterdag 4 februari 2023: Hechtel - Eksel 0-2
- Zaterdag 24 september 2022: Eksel - Hechtel 3-3
- Zaterdag 25 maart 2017: Eksel - Hechtel 2-1
- Zondag 20 november 2016: Hechtel - Eksel 0-1
- Zondag 6 maart 2016: Hechtel - Eksel 1-2
- Zaterdag 31 maart 2015: Eksel - Hechtel 2-2
- Zaterdag 16 december 2006: Eksel - Hechtel 3-0
- Zondag 3 september 2006: Hechtel - Eksel 0-5
- Zondag 11 december 2005: Hechtel - Eksel 5-3
- Zaterdag 27 augustus 2005 Eksel - Hechtel 2-1

Beide ploegen spelen jaarlijks overigens ook een vriendschappelijke wedstrijd tegen elkaar op het 'fusietornooi'. Ook alle jeugdteams van beide ploegen spelen op deze dag, doorgaans in augustus nog voor het voetbalseizoen van start is gegaan, tegen elkaar.

## Bekende (ex-)spelers en -trainers
(jeugd-)spelers:
- Henri Gielen (o.a. Patro Eisden)
- Pierre Geys (o.a. RSC Anderlecht)
- Stef Agten (o.a. Sint-Truiden)
- Robert Gijbels (o.a. AA Gent)
- Johan Baers (o.a. KFC Diest)
- Mathieu Gijbels (o.a. KFC Winterslag)
- Olaf Vandael (o.a. KV Mechelen)
- Stijn Wuytens (o.a. PSV Eindhoven)

Trainers:
- Marc Vangronsveld (o.a. KRC Genk)
- Daniel Scavone (o.a. Lierse SK)